# ボンバーマンジェッターズ (ゲーム)
『ボンバーマンジェッターズ』は2002年12月19日にハドソンから発売されたアクションゲーム。ニンテンドー ゲームキューブ版とPlayStation 2版のボンバーマンシリーズの2作目にあたる。

## 概要
シリーズを原案としたアニメ『ボンバーマンジェッターズ』を題材としたゲーム。シロボンとマックスを操作し、エリアをクリアしていく3Dアクション「ノーマルゲーム」、アニメに登場するキャラクターを操作して4つのルールでの対戦プレイが可能な「バトルゲーム」、プレイヤーの腕前を認定してくれる段位認定モード「ボンバーかん」の3つが収録されている。
プロデューサーはシリーズ全体のプロデュースを手掛け、アニメ版の企画原案にも携わった藤原茂樹。ディレクターは過去作のゲームデザインを手掛けた渡辺達光。キャラクターデザインはシリーズの美術監督で、アニメ版のキャラクター原案・クリエイティブディレクションを担当する水野祥司。
PS2版とGC版でグラフィックが少し異なり、GC版は『ボンバーマンジェネレーション』と同様にトゥーンシェーディングを採用している。

## ストーリー
宇宙にひとつしかないものを奪いコレクションする宇宙窃盗団「ヒゲヒゲ団」がボンバーマンたちを一掃するために、ボンバー星に人工彗星「ダークスター」を衝突させ破壊するという、「ボンバー星破壊計画」を始動させた。ボンバー星の危機を救うためには、ボンバー星に帰省している「シロボン」がダークスターに忍び込み、推進力である巨大ロケットをすべて停止させるしかない。あまりに非道な計画のため今回に限りヒゲヒゲ団に所属する謎の戦士「マックス」もシロボンに協力してくれるという。ヒゲヒゲ団の計画を阻止するため、シロボンの乗るスカイジェッターとマックスのマックススピーダーがダークスターへと潜入していく。

## ノーマルゲーム

### 概要
3Dのフィールドをボムの設置、ボム投げ、ボムキック、ためボムといった基本アクションを中心に使って攻略する（本作ではボムは円状に爆発する）。

### ルール
シロボンとマックスを操作してボムで敵を倒したりトラップを攻略しながらエリアをクリアしていく。エリアのゴールにたどり着いたり、待ち受けるボスを倒すことでエリアクリアとなる。ライフがなくなるとゲームオーバー。コンティニューは可能で、ボムの数1、火力1、スピード1、ライフ満タンの状態でそのエリアの最初から再挑戦できる。

### 基本アクション
ボム設置
Aボタン(GC版)/○ボタン(PS2版)を押すとその場にボムを設置する。
ボム投げ
ボムを設置した直後にもう一度Aボタン/○ボタンを押すと、ボムを持ち上げる。押し続けている間は持ち上げたままだが、ボタンを離すとプレイヤーが向いている方向にボムを投げる。敵にボムをぶつけるとしばらくの間動けなくさせることができる。
ためボム
ボムを持ち上げてしばらくすると、ボムが大きく膨れて「ためボム」になる。ためボムでなければ倒せない敵や、攻略できないトラップも存在する。一度に生み出せる「ためボム」は1個までである。
ボムキック
設置されたボムに体当たりすると、体当たりした方向にボムをキックする。敵にボムをぶつけるとしばらくの間動けなくさせることができる。

### デュアルプレイヤーシステム
ノーマルゲームではシロボンとマックスの2人を状況に応じて切り替えながらエリアを進めていく。
シロボン
装備しているキャラボンの特殊能力を使用できる。状況に応じてキャラボンを変更することで様々なアクションが可能。
マックス
Bボタン(GC版)/×ボタン(PS2版)を押し続けて、エネルギーを溜めることで必殺技「ハイパープラズマボム」を放つことができる。ハイパープラズマボムはためボムでも破壊できない特別な扉を破壊できる他、画面内のザコ敵にダメージを与えることができるほど強力である。

## エリア一覧

### ワールド1 ナガレルのせかい
水の豊富な、開発途中でヒゲヒゲ団員の基地がたくさんあるワールド。水のパイプの中を進んだり、水中生物研究所がある。
1-1「ホシふるウチュウ」
1-2「どんぶらコイデ」
1-3「にんぎょのうつわ」
1-4「パイプなパイプ」
1-5「みずのけんきゅう」
1-6「みずのエンジン」

### ワールド2 グリーンのせかい
緑が豊富なワールド。ミドリを手入れしているヒゲヒゲ団員たちが突然カマを投げてきたり、巨大ヘビが待ち構えていたりする。空中を進まないといけない場所や植物系の研究をしているエリアも存在する。
2-1「キカイなていえん」
2-2「まいごのにわ」
2-3「でんきのリング」
2-4「トンデまたトンデ」
2-5「みどりのけんきゅう」
2-6「みどりのエンジン」

### ワールド3 アチアチのせかい
火山弾が出てきたり、忍者に扮装したヒゲヒゲ団員や温泉に入浴しているヒゲヒゲ団員が襲ってきたりする危険なワールド。時代劇風なステージもあり、トラップがたくさんあるからくり屋敷の中を進んでいくエリアもある。
3-1「ひのもとおんせん」
3-2「あったまりのまち」
3-3「かえんのじんじゃ」
3-4「のぼるケーノ」
3-5「カラクリえんかい」
3-6「ほのおのエンジン」

### ワールド4 チカチカのせかい
ヒゲヒゲ団が資源を採掘していて、岩がゴロゴロしている地下のワールド。ボムの使い方が重要なワールドで、大砲で飛ばされる仕掛けや、作業中のヒゲヒゲ団員の大群に襲われる箇所が存在する。
4-1「ほれほれのススメ」
4-2「アナーキーのつうろ」
4-3「ヒゲちかのげんば」
4-4「ちていのエンジン」

### ワールド5 セントラルヒーゲ
庭園風のエリアや、複雑な構造になっている機械的な塔の中を進んでいくエリアがある。ムジョーの石像による旗揚げゲームのような仕掛けや、スイッチを押すことで回転するタワーなど、頭を使うことを要求される場面が多い。ダークスターを司る塔「ヒゲリングタワー」の頂上にいるムジョーの元を目指す。
5-1「ヒゲのらくえん」
5-2「かみがみのま」
5-3「ヒゲリングタワー」
5-4「タワーのてっぺん」

### ワールド6 ボンバーせい
一定の条件を満たすことで入れるようになる、真の最終ワールド。ボンバー星の乗っ取りを図ったムジョーたちを阻止することが目的。
6-1「ホントのくろまく」

## 敵キャラ

### ワールド1（ナガレルのせかい）
宇宙ヒゲヒゲ団員
宇宙服を着たヒゲヒゲ団員。
デカウォー
1-1のエリアボス。タマゴ弾を発射したり、不規則に泳いで移動する。
マーメイドボンバー
ボンバー四天王の一人。大ハート4個分の体力。お玉じゃくし型のボムを撒く「マーメイドボム」、ボムを泡に包んで消す「アクアバブル」を使う。また、ピンチになると必殺技の「アクアジェット」を使う。
ヤドカリーン
1-4のエリアボス。殻にこもったり、体当たりで攻撃する。
研究ヒゲヒゲ団員
研究服を着たヒゲヒゲ団員。資料を投げてくる。
ゲンブーン(ボス)
大ハート4個分の体力。亀と竜の頭を持つ。ハリケーンボムが弱点。

### ワールド2（グリーンのせかい）
農家ヒゲヒゲ団員
農家の格好をしたヒゲヒゲ団員。鎌を投げてくる。
メカスネーク
2-1のエリアボス。尻尾を振り回して攻撃する。
サンダーボンバー
ボンバー四天王の一人。大ハート4個分の体力。雷の塊を出す「サンダーボーン」や雷を辺りにばら撒く「サンダーアタック」を使う。また、ピンチになると、必殺技の「メタリカルフラッシュ」を使う。
ゲンジーン
2-4のエリアボス。岩を投げつけたり、体当たりで攻撃する。
セイリューン(ボス)
大ハート5個分の体力。火炎弾を落としたり、電気玉を投げたりする。アクアボムが弱点。

### ワールド3（アチアチのせかい）
忍者ヒゲヒゲ団員
忍者の格好をしたヒゲヒゲ団員。赤、青、緑の3種類がいる。赤は爆弾に変身し、青は巻菱を撒き、緑は手裏剣を投げてくる。
温泉ヒゲヒゲ団員
湯船に浸かっているヒゲヒゲ団員。桶を投げてくる。
フォックスーン
3-1のエリアボス。プレイヤーをネズミにする狐火を投げつける。ピンチになると、巨大化する。
フレイムボンバー
ボンバー四天王の一人。大ハート4個分の体力。炎を出す「フレイムファイアー」、炎の波動を出す「ファイアーアタック」を使う。また、ピンチになると4体に分身して炎を出す「ファイアーラッシュ」を使う。
コックヒゲヒゲ団員
3-4のエリアボス。全部で5人登場し、一人に大ハート1個分の体力がある。普通のヒゲヒゲ団員と違い、触れてもアイテムを落とす事はない。
スザクーン(ボス)
大ハート6個分の体力。空を飛び回りながら、火炎弾を落としたり、プレイヤーを掴んだりする。アイスボムが弱点。

### ワールド4（チカチカのせかい）
作業ヒゲヒゲ団員
工事現場の格好をしたヒゲヒゲ団員。鎌を投げてくる。
コウモリ
飛びながらプレイヤーを追いかける。
グランボンバー
ボンバー四天王の一人。大ハート4個分の体力。針を飛ばす「ツインニードル」や転がって体当たりをする「ローリングアタック」、必殺技の「アースブレイク」を使う。プレイヤーと一直線に並ぶと、体当たりをしてくる。
ハニワーン
4-3のエリアボス。大砲や超音波で攻撃する。ボム攻撃が効かないので、ストロングを装備してボムを投げつける必要がある。ピンチになると、攻撃テンポが速くなる。
ビャッコ(ボス)
大ハート7個分の体力。尻尾を振り回したり、水晶の破片を飛ばしたり、頭上から氷柱を落としたりする。ピンチになると、光線攻撃を使う。サンダーボムが弱点。

### ワールド5（セントラルヒーゲ）
魔導師ヒゲヒゲ団員
魔導師の格好をしたヒゲヒゲ団員。炎で攻撃してくる。赤と青の2種類が存在し、赤は青より耐久力が高い。
ヒゲヒゲ団員像
ヒゲヒゲ団員の石像。パンチで攻撃をする。
ダークフォースボンバー
大ハート8個分の体力。3段階に変身する。1段階目は泡を投げる「ダークバブル」と雷を辺りにばら撒く「ダークサンダー」を使う。第2形態では、炎で攻撃する「ダークフレイム」と追尾するミサイルを発射する「ダークニードル」を使う。第3形態では辺りにミサイル攻撃をする「ダークミサイル」で攻撃する。
ストーンムジョー
5-3のエリアボス。その名の通りムジョーの石像である。パンチやキックで攻撃する。
ワーホース(ボス)
大ハート8個分の体力。最初はオーラを纏っているのでボム攻撃が効かず、後ろの竜の頭にボムを飲み込ませる必要がある。体力が半分以下になると、素早く動き回りながら、衝撃波攻撃を使う。

### ワールド6（ボンバーせい）
ムジョー(ボス)
大ハート2個分の体力。小ハート2つ分の体力を与えるごとに体当たり攻撃を仕掛けてくる。
Dr.メカード(ボス)
大ハート1個分の体力。最初はダメージを与えることが出来ず、あらゆる箇所に特定のボムを投げ入れる必要がある。

## キャラクター

### メインキャラクター
シロボン
本作の主人公。ジェッターズの一員で、ドジではあるが正義感は人一倍のボンバー人。見習いのボンバーマンである。ボンバー星で休んでいたところ、ダークスターを破壊する緊急任務を受けて出動した。
マックス
声 - 高橋広樹
ヒゲヒゲ団に所属する謎の戦士。あらゆるボム技を操るアンドロイドである。敵か味方かわからないが、今回はヒゲヒゲ団のあまりに非道な計画を阻止するため、シロボンに協力してくれる。

### ジェッターズ
ヒゲヒゲ団の悪事を阻止するべく結成された「宇宙自警団」。ノーマルゲーム中のさまざまな場所でシロボンたちをサポートしてくれる。
シャウト
声 – 水野理紗
テラ星人。ジェッターズのリーダーを務めている。各ステージの解説及び先に進むためのアドバイスをしてくれる。
バーディ
声 - 岩崎征実
バード星人。シロボンとマックスのそれぞれの能力を解説する。 また大ボス戦の前に有効な属性ボムを教えてくれる。
ガング
声 - 柳原哲也（アメリカザリガニ）
Dr.アインが昔に作った万能型のロボット。ボムの合成と各種属性ボムの解説をする。
ボンゴ
声 - 平井善之（アメリカザリガニ）
ドドンパ星人にしてドドンパ星の王子。各キャラボンの解説をする。
Dr.アイン
声 - 緒方賢一
ジェッターズの創設者にして指揮官。各ワールドの最初のステージに初めて入ったときに司令通信をする。シロボンで初めてゲームオーバーになった時に「ボンバー館」で修行をするようアドバイスしてくれる。
マイティ
声 - 高橋広樹
シロボンの兄であり、「伝説のボンバーマン」と称されるほどの実力の持ち主。あらゆるボム技をマスターしている。本作ではバトルゲームにのみ登場する。

### ヒゲヒゲ団
ジェッターズの宿敵。宇宙にひとつしかないものを奪いコレクションする「宇宙窃盗団」。本作ではボンバーマンたちを一掃すべく、ムジョーの顔を模した人工彗星「ダークスター」をボンバー星にぶつける「ボンバー星破壊計画」を企てる。
ムジョー
声 - 石井康嗣
ヒゲヒゲ団の幹部で戦闘隊長を務める。単細胞でおだてられると何も考えず実行する。
Dr.メカード
声 - 龍田直樹
度重なる危険な実験のせいで、体は半分機械化しているヒゲヒゲ団の科学者。冷酷かつ残忍な性格。
ヒゲヒゲ団員
下っ端として活動するヒゲヒゲ団の戦闘員。ゲーム中さまざまな格好をして、シロボンたちの前に現れる。ノーマルゲーム中で彼らの攻撃を受けると、集めたアイテムパネルを失ってしまう。

### ボンバー四天王
フレイムボンバー
声 - 渡辺慶
ボンバー四天王の一人にして、火の属性を持つ。アチアチのせかいの中ボス。
マーメイドボンバー
声 - 麻生かほ里
ボンバー四天王の一人にして、水の属性を持つ。ナガレルのせかいの中ボス。
グランボンバー
声 - 金子はりい
ボンバー四天王の一人にして、土の属性を持つ。チカチカのせかいの中ボス。
サンダーボンバー
声 - 竹本英史
ボンバー四天王の一人にして、雷の属性を持つ。グリーンのせかいの中ボス。

### ボンバー館
ボン婆さん
声 - 麻生かほ里
シロボンとマイティの祖母であり、2人の師匠でもある。本作ではボンバー館についての紹介をしてくれる。

## 属性ボム
ファイアーボム
最初から使用できる普通のボム。始めは1個しか置けないが、ボムアップを取ることで最大5個まで置くことができる。(他のボムは取ったボムアップの数に関係なく、1個しか置けない。)
ハリケーンボム
爆風が竜巻になって直進するため、前方の遠くの敵も倒せる。敵の攻撃を跳ね返すこともできる。「かざぐるま」とファイアーボムを合成させることで入手。
アクアボム
爆発すると分裂した水玉が敵を追いかけて飛んでいくので、広範囲を攻撃できる。「じょうろ」とファイアーボムを合成させることで入手。
アイスボム
爆発すると高い氷の塊ができるので、空を飛んでいる敵を倒すことができる。「ゆきだるま」とファイアーボムを合成させることで入手。
サンダーボム
広範囲に電撃が広がるため、一度にたくさんの敵を倒せる。「でんきゅう」とファイアーボムを合成させることで入手。

## キャラボン
さまざまな特殊能力を持つ不思議な生物。シロボンのみ使用することができる。キャラボンを1体選択するとキャラボンの能力を使用できる。レベルが存在し、最大3まで。レベルが上がることによって能力が強化され姿も変わる。
シャークン
水上を移動できる。成長することで移動速度が上がり、流れの速い箇所や滝に逆らって移動できるようになる。
スパークン
水上で爆弾を置くと爆弾が帯電し、敵をしびれさせる。成長すると電気の範囲が広くなる。
シェル
受けるダメージを少なくする。成長すると最大限にダメージを減らせる。
ポミュ
特定の場所でジャンプでき、高い壁や広い溝を飛び越えることができる。成長するとジャンプ力がアップする。
ポックス
細い道を回転しながら進める。成長すると移動速度がアップする。
ポミュドラゴン
特定の高い場所から滑空する。成長すると滑空する距離が伸びる。
ドラコ
基本能力（ボム、火力、スピード）を上げる。成長すると2段階、3段階にアップする。
バトラ
ラインボムが使用可能。成長するとボムの数と火力が上がる。最大まで成長するとスーパーラインボムが使用可能に。
シードラン
前にシールドをはり敵の攻撃を防ぐ。成長することで、後ろや左右にもはれる。
エレファン
地震を起こして敵の動きを止める。成長すると敵を止められる時間が長くなる。
ストロング
ボムキック、ボム投げの距離が伸びる。成長することで距離が伸び、最大まで成長するとキックしたボムをBボタン(GC版)/×ボタン(PS2)で止められるようになる
ユニコルノス
ラジコンボムが使用できる。ボムを置いた後、Aボタン(GC版)/○ボタン(PS2版)を離さないでスティックを操作すると爆弾を自由に動かせる。成長するとボムの移動速度が速くなる。最大まで成長させるとリモコンボムが使用可能。

### キャラボンを担当した声優一覧
近藤孝行（シャークン 他）
長浜満里子（シェル 他）
中尾友紀（ポミュ 他）
下崎紘史（ポックス 他）

## アイテム

### ノーマルゲームに登場するアイテム
ボムアップ
一度に設置できるボムの数が1つ増える。最大5個まで置ける。
ファイアーアップ
ボムの火力が大きくなる。最大火力は5。
スピードアップ
移動速度が1段階アップ。最大は5。
大ハート
ハート1個分のライフが回復。
小ハート
ハート4分の1個分のライフが回復。
大ハートのうつわ
ライフの最大値が大きなハート1個分増える。
小ハートのうつわ
ライフの最大値が小さなハート1個分増える。各エリアに1個隠されている。
カード
特定の条件を満たすことで手に入る成績アイテム。いくつかの種類がある。それぞれ全部集めるといいことがある。
- ジェッターズカード

エリア内に隠されているものを見つけることで入手できる。全部で5枚ある。
- ヒゲヒゲカード

エリア内に隠されているものを見つけることで入手できる。レッド、ブルー、イエロー、グリーンの4種類が存在し、各種類それぞれ3枚ずつ存在する。
- イナズマカード

中ボスステージで特定の条件を満たすことで入手できる。
キャラボンのエサ
取るとその時装備しているキャラボンの成長ゲージが上がる。ゲージが満タンになると、キャラボンのレベルが上がる。シロボンとマックスのどちらが取ってもキャラボンは成長する。
- メロン

ゲージがたくさん上がる。
- イチゴ

バナナよりゲージが多く上がる。
- バナナ

ゲージが少し上がる。
ボムごうせいアイテム
ボムを合成するのに必要になるアイテム。入手後にそのステージ内にある、ジェッターズマークの描かれた場所に行くと合成できる。
- かざぐるま
- じょうろ
- ゆきだるま
- でんきゅう

### バトルゲームに登場するアイテム
ボムアップ
一度に設置できるボムの数が1つ増える。最大8個まで置ける。
ファイアーアップ
ボムの火力が1ブロック伸びる。最大火力は8。
スピードアップ
移動速度が1段階アップ。最大は4。
ボムキック
置いてあるボムに体当たりして蹴ることができる。Yボタン、Rトリガー（GC版）で止めることも可能。また、蹴ったボム同士をぶつけると5×5の範囲で爆発するデンジャラスボムを作成することができる。
パワーグローブ
ボムを置いてすぐにAボタン（GC版）/○ボタン（PS2版）を押すとボムを持ち上げる。持ち上げたままの移動も可能で、離すと投げる。
スーパーパワーグローブ
ボムを置いてすぐにAボタン（GC版）/○ボタン（PS2版）を押すとボムを持ち上げ、しばらく持ち上げたままにするとデンジャラスボムになる。離すと投げる。
パンチ
ボムの横でボムの方向を向き、Xボタン（GC版）を押すと、3ブロック先に突き飛ばす。
フルファイアー
ボムの火力が最大になる。
ラインボム
ボムを置いてすぐにAボタン（GC版）/○ボタン（PS2版）を押すと、向いている方向に置けるだけのボムを全て置く。
貫通ボム
爆風がソフトブロックを貫通する。
リモコンボム
リモコンボムを置ける。Bボタン（GC版）/×ボタン（PS2版）で好きな時にボムを爆発させられる。
パワーボム
1個目に置くボムの火力が最大になる。
ボヨヨンボム
キックで跳ね返り、投げやパンチで予測できない動きをするボムを置けるようになる。
地雷ボム
1個目に置くボムが地雷ボムに変化する。普段は見えなくなり、プレイヤーが踏むと爆発する。
ハート
ミスを1回だけ回避できる。何個でも持てる。
無敵スーツ
16秒間プレイヤーが点滅し、あらゆるダメージを受けなくなる。
ゲタ
移動速度が1段階ダウンする。
ドクロ
取るとさまざまな症状があらわれる。他のプレーヤーに触れて相手に症状をうつすこともできる。
- 俊足病 - 移動速度が最速になる。
- 鈍足病 - 移動速度が最低になる。
- ゲリ - 勝手にボムを設置してしまう。
- おけない病 - ボムを設置できなくなる。
- 最低病 - 火力1のボムを1個しか置けなくなる。
- 止まれん病 - 障害物にぶつかるまで止まれない。
- リバース症候群 - ボタン操作とは反対に移動してしまう。
- せっかち症候群 - ボムが爆発するまでの時間が早くなる。
- のんびり症候群 - ボムが爆発するまでの時間が遅くなる。
- チェンジ - 他のプレイヤーと位置が入れかわる。

## バトルゲーム

### 概要
ボムを使って最大4人で戦う、2D作品のシステムを採用したシリーズお馴染みの対戦ゲーム。グラフィックはノーマルゲーム同様CGで描写されている。アニメ版にも登場したキャラクターたちを使用することができる。

### ルール
いつものバトル
ボムで戦い、最後まで生き残ったプレイヤーが勝利となるバトル。このルールではアイテム出現数やハンデ（ハート）、バトルステージが設定できる他、各キャラクターごとの必殺技を使用することができる。
ワン・ツーバトル
地面に描かれている1～9までの番号を最後まで順番に踏んだプレイヤーの勝利。スイッチを踏めるのは、はじめに1のスイッチを踏んだプレイヤーのみ。そのプレイヤーがアウトにならない限り、他のプレイヤーが番号を踏んでも変化しない。制限時間が0になったときはスイッチを踏む権利を持っていたプレイヤーの勝ちとなる。既に踏んだ番号を再度踏むと、その番号のあとから踏み直しとなる(例:5番まで押している状態で2番を押してしまうと、3番から押し直しになる)。
おしだせバトル
爆風に当たってもアウトにならないが、飛ばされてしまう。外壁が無いステージ上で、爆風でライバルのプレイヤーを外に吹き飛ばし、最後まで残ったプレイヤーの勝利。プレイヤーははじめから火力8、ボム8、スピード2、ボムキック、パワーグローブ、パンチを持った状態で進行する。爆風に当たる直前に爆風と逆の方向を押すと、しばらく動けなくなるが飛ばされずに踏みとどまることができる。またステージ上のハードブロックはキャラクターは通過できないが、爆風は通過する。
バロムゲットバトル
ステージ内を漂っている「バロム」に触れると、自分の後ろをついてくるようになる。バロムを連れたまま作動しているポイントに入ると得点になる。ステージ内にポイントは4つ存在するが、作動しているのはそのうちの1つだけである。ポイントはランダムなタイミングで作動が切り替わる。残り時間が0になった時に最も得点の高いプレイヤーの勝利となる。一度にたくさんのバロムをポイントに入れると高得点となるが、たくさんのバロムを連れていると、移動速度が遅くなってしまう。プレイヤーはミスしてもすぐに復活できるが、得点が3分の2に減ってしまう。

### せってい
バトルゲームで設定できる項目を以下に記す。ルールによっては設定できない項目・選択肢も存在する。
- じかん
  - 一試合の制限時間を1:00/2:00/3:00/4:00/5:00/∞から選ぶことができる。いつものバトルで∞以外に設定した場合、残り時間が1分（1:00では40秒）になるとプレッシャーブロックが降り始め、ステージが狭くなっていく。
- しょうぶすう
  - 優勝となる勝ち数を1/2/3/4/5から選ぶことができる。
- つよさ
  - コンピュータの強さをよわい/ふつう/つよいの3段階で設定できる。
- チーム
  - シングル/タッグがあり、タッグにすると、2チームに分かれての対戦ができる。
- サドンデス
  - なし/あり/ランダムを設定でき、ありにするとプレッシャーブロックがステージ全域を埋め尽くすようになる。ランダムの場合、数ある落下パターンのうち一つが選ばれる。
- シャッフル
  - なし/ありを設定でき、ありにするとゲーム開始時のプレイヤーの位置がランダムに入れ替わるようになる。
- ドクロ
  - もえない/もえるを設定することができ、もえないにした場合爆風が当たったドクロはステージ上を跳ね回る。
- ミニゲーム
  - なし/ありを設定でき、ありにするとフィールドに埋められたアイテムを制限時間内に掘り起こすミニゲーム「ここほれボンバー」に挑戦できる。始める前に、埋めるアイテムがスロットで決定される。優勝者がアイテムを発見するとそのアイテムはプレイヤーのものになり、次のバトルゲームに持ち越せる。敗者に掘り起こされると、そのアイテムは海に投げ捨てられてしまう。また優勝者は次のゲームを、ゴールデンボンバーとしてプレイすることができる。
- みそボン
  - やられたプレイヤーが外からボムを投げ入れる「みそボン」になるかどうかの設定。なし/あり/スーパーを選ぶことができ、スーパーの場合はみそボンが他のプレイヤーをやっつけた際に復活できる。

### ステージ
いつものバトルでのみ以下から一つステージを選択できる。はじめは「グループA」しか選択できないがノーマルゲームでエンディングを出すと、ステージを選ぶ際に通常の「グループA」と「グループB」に切り替えられるようになる。
- スタンダード
  - 何の仕掛けもない、オーソドックスなステージ。
- ゴーゴートロッコ
  - ステージ中央のトロッコに乗るとレールが現れ、全てのものを破壊しながら進む。出現するレールには4つのパターンがある。
- シーソーパーク
  - シーソーに乗っているものは、反対側にものが乗ると飛んでいってしまう。またボムの絵のパネル上にボムを置くと、ボムが変化する。
- コロコロおてんき
  - 時間が経つと「晴れ」、「強風」、「雨」と天気が変化し、ボムの火力が変化してしまう。
- ロケットでボン
  - ロケットに爆風が当たると飛び上がり、地面に落ちて爆発する。一定時間経つとロケットは復活する。
- ボヨヨンリング
  - ソフトブロックが存在しない代わりに、最初から火力×6、スピード×1、ボム×8、ボムキック、パンチ、パワーグローブを持った状態で戦うステージ。外周のロープにプレイヤーやボムが触れると反対側へ跳ね返る。
- ミニミニライト
  - プレイヤーが赤いライトに当たると体が小さくなり、青いライトに当たると元に戻る。小さいと能力が変わってしまう。
- ズームアップステージ
  - 「スタンダード」に比べステージの広さが一回り小さいステージ。

### キャラクター
バトルゲームではTVアニメ「ボンバーマンジェッターズ」に登場する様々なキャラクターを操作でき、各キャラクターごとに「いつものバトル」で使用できる必殺技が存在する。ボムを置くごとに技ゲージがたまり、満タンの状態でLトリガーボタンとRトリガーボタンを同時押し(GC版)/L1ボタンとR1ボタン同時押し(PS2版)で使える。ボンバーマンは1Pがシロボン、2Pがクロボン、3Pがアカボン、4Pがアオボンと色が決まっている。他のキャラクターは1人のプレイヤーしか選択できない。
ボンバーマン
必殺技「ハイパーボムモード」
一定時間、持ち上げたボムが一瞬でデンジャラスボムになる。パワーグローブやスーパーパワーグローブがなくても持ち上げられるようになる。
マックス
必殺技「マキシマムモード」
一定時間、火力8、ボム8、スピード4というフルパワー状態になる。
マーメイドボンバー
必殺技「アクアバブル」
画面中にある全てのボムをシャボンに包み消し去る。
サンダーボンバー
必殺技「サンダーフォール」
自分の周囲に雷を落とす。当たったプレイヤーはしばらく動けなくなる。
フレイムボンバー
必殺技「バーニングアタック」
一定時間体が燃え上がりダメージに対して無敵になるが、ボムを置けなくなる。他のプレイヤーに接触すると気絶させることができる他、ボムに対する誘爆効果もある。
グランボンバー
必殺技「アースシェイカー」
地震を起こして画面中のボムやプレイヤーを跳ね飛ばす。飛ばされたプレイヤーはしばらく動けなくなってしまう。
ヒゲヒゲ団員1号
必殺技「ヒゲポージング」
自分に合わせて他のプレイヤー全員にヒゲポーズをとらせ、少しの間動けなくする。
マイティ
解禁条件「ジェッターズカード×5枚」
必殺技 - 金色のオーラに包まれ、一定時間無敵になりダメージを受け付けなくなる。
ムジョー
解禁条件「ヒゲヒゲカード(黄)×3枚」
必殺技 - 猛スピードで直進し、接触したプレイヤーからアイテムを落とさせる。
ヒゲヒゲ団員2号
解禁条件「ヒゲヒゲカード(赤)×3枚」
必殺技「ヒゲポージング」
ヒゲヒゲ団員1号と同じ。
ヒゲヒゲ団員3号
解禁条件「ヒゲヒゲカード(青)×3枚」
必殺技「ヒゲポージング」
ヒゲヒゲ団員1号と同じ。
ヒゲヒゲ団員4号
解禁条件「ヒゲヒゲカード(緑)×3枚」
必殺技「ヒゲポージング」
ヒゲヒゲ団員1号と同じ。

## ボンバーかん
ノーマルゲームをシロボンで遊んでいてゲームオーバーになると、タイトル画面で選べるようになる修行用のゲームモード。プレイ結果に応じて段位が認定される。操作方法はバトルゲームと同一。得点が高いとランキングに登録される。

## オープニングテーマ
「僕は崖っぷち」
作詞・歌 - すわひでお　作曲・編曲 - 古川竜也（コナミミュージックエンタテインメント）